# Schattenmann
Schattenmann est un groupe allemand de Neue Deutsche Härte, originaire de Nuremberg, en Bavière.

## Histoire

### Débuts (2016)
Schattenmann est formé en 2016 par les membres Frank Herzig (chant), Patrick Schott (batterie), Luke Shook (basse) et Jan Suk (guitare),. La première contribution officielle du groupe a lieu avec la présentation du logo du groupe via Facebook en septembre 2016. Les membres fondateurs Herzig et Suk se connaissaient déjà grâce au projet Herz!g, car tous deux avaient déjà joué ensemble.
En février 2017, Schattenmann joue en première partie du groupe NDH Heldmaschine, lors de leur tournée du corps céleste à Hambourg, Hanovre, Leipzig, Berlin et Oberhausen. Ils présentent des chansons qui sont apparues sur leur premier album Licht an l'année suivante,. Pendant le Heavenly Body Tour, Schattenmann distribue son premier EP, qui a été produit exclusivement dans une édition de 500 exemplaires pour la série de concerts. Le 11 mars 2017, ils apparaissent en première partie de Stahlmann au Backstage Hall de Munich. Au cours des mois suivants, Schattenmann joue dans divers festivals tels que Sturm auf die Bastille (22 avril 2017), le Gothic meets Rock Festival au Gut Haarbecke à Kierspe (27 mai 2017) et le Rock4Peace Festival. dans le port de Flensburg (9 septembre 2017),,. Au festival Rock4Peace, Schattenmann présente son nouveau batteur Nils Kinzig, Schott ayant dû quitter le groupe en août 2017 pour des « raisons professionnelles ». Au fil de l'année, Schattenmann soutient de nouveau Heldmaschine en première partie, entre octobre et novembre, et joue lors d'autres événements tels que la Nacht der Helden à la Turbinenhalle Oberhausen (29 décembre 2017).

### Licht an(2017–2018)
Le 2 novembre 2017, le premier single officiel du groupe, Licht an, sort. Deux autres sorties de single suivent au printemps 2018. Premièrement, Generation Sex célèbre sa première le 17 janvier 2018. Quatre semaines plus tard, le 14 février 2018, Burning Ice sort. Le 2 mars 2018, le premier album Licht an sort, sous le label discographique Drakkar Entertainment,. Entre mars et mai 2018, Schattenmann joue en première partie de Megaherz lors de leur tournée Komet, en première partie d' Unzucht et dans les concerts de lancement de Hämatom,. Le 12 août 2018, ils se produisent au festival M'era Luna. Vers la fin de l'année, le groupe commence sa première tournée en tête d'affiche avec Light on Tour. Le concert d'ouverture a eu lieu le 27 octobre 2018 dans le Kulttempel d'Oberhausen. Après le concert d'ouverture, le groupe interrompt sa propre tournée pour jouer en première partie de Feuer Schwanz et de leur tournée Methammer.
En février 2019, Schattenmann poursuit la tournée Light on Tour, qui la conduit à travers l'Allemagne, l'Autriche et la Suisse.

### Epidemic(2019–2020)
Entre février et juin 2019, plusieurs singles sortent avant le deuxième album studio à venir. Les sorties Kopf durch die Wand (15 février 2019), FUCKYOU (5 avril 2019), Ruf der Engel (17 mai 2019) et Epidemic (21 juin 2019) se font. Le 5 juillet 2019, Epidemic, le deuxième album studio du groupe, est publié par le label discographique AFM Records. Après que le premier album ait raté les charts officiels, le groupe se place pour la première fois dans les charts allemands avec Epidemic et atteint son plus haut classement à la 32e place. Un jour après la sortie de l'album, le groupe joue le 6 juillet 2019 au Castle Rock Festival. Le 27 septembre 2019, Schwarz=Religion, le cinquième et dernier single de l'album, suit une semaine plus tard, avec le début de leur Epidemic Tour, la deuxième tournée en tête d'affiche, qui débute à Wuppertal le 2 octobre 2019. La tournée les emmène à travers l'Allemagne et la Suisse, et Schattenmann est soutenu pendant la tournée par Dunkelsucht et Kissin' Black. Le concert final de l'Epidemic Tour a lieu le 16 novembre 2019 au Backstage Hall de Munich. Le 22 novembre 2019, un remix de And Nothing Turns réalisé par Schattenmann pour le groupe Eisfabrik sort, et apparait sur l'album Rotationsfall in der Eisfabrik d'Eisfabrik. La dernière performance live du groupe a lieu avec une apparition au Demon Dance Festival le 26 décembre 2019.
La suite de l'Epidemic Tour pour 2020 est reportée en raison de la pandémie de Covid-19 en Allemagne. Il en va de même pour une tournée prévue avec Eisbrecher, où ils devraient jouer en première partie. En juillet 2020, Schattenmann et Eisfabrik collaborent de nouveau. Schattenmann fait un remix de Opposites Collide d'Eisfabrik et Eisfabrik d'Epidemic de Schattenmann . Les deux remix sortent simultanément en single le 23 juillet 2020.

### Chaos(2021)
Le 23 avril 2021, Choleriker, le premier single du troisième album studio à venir, sort. Deux mois plus tard, le 25 juin 2021, le prochain single, Cosima, sort. Son troisième single Abschaum sort le 6 août 2021. La quatrième et dernière pré-version, Spring, sort le 7 octobre 2021, une collaboration avec Hannes et Vito de JBO. Le troisième album studio, Chaos, sort finalement le 5 novembre 2021. L'album sort sous forme de CD, de téléchargement et en streaming ainsi que dans un coffret limité. Le coffret sort à 500 exemplaires.

### Día de muertos(depuis 2022)
Après plus d'un an sans nouvelle sortie du groupe, le premier single du quatrième album studio à venir, Menschhater, sort le 9 décembre 2022. Le magazine Metal Hammer note l'album avec 2,5 points sur sept et se plaint « des zones de clavier surchargées ou de l'emballage trop pompeux, orné et artificiel, ce qui signifiait que le véritable noyau de Schattenmann pouvait ne s'est pas révélé. De plus, les points forts se diviseraient en régions extrêmement sociables et agréables, avec des balancements et des déhanchements massifs (mains en l'air). Tout cela cache le fait que les paroles sont plus profondes que celles de leurs confrères de la scène, que les riffs ont parfois beaucoup de tranchant et que l'album propose certainement des approches audacieuses ».

## Discographie
- 2018 : Licht an (Drakkar Entertainment)
- 2019 : Epidemic (AFM Records)
- 2021 : Chaos (AFM Records)
- 2023 : Día de muertos (AFM Records)